# Monte Godi
Il Monte Godi (2.011 m s.l.m.) é una cima dei Monti Marsicani, nella bassa provincia dell'Aquila, posta sul lato orientale del sottogruppo montuoso dell'Appennino abruzzese.

## Descrizione
Confina a ovest con il gruppo montuoso del Monte Marsicano, a est con il Monte Serra Rocca Chiarano e la zona sottostante di Passo Godi; ricade nel territorio del comune di Scanno ed è lambito dal parco nazionale d'Abruzzo, Lazio e Molise. Le sue pendici corrispondono all'alta valle del Tasso-Sagittario dove è presente la stazione sciistica di Scanno-Passo Godi.